# ساموئل کوان
ساموئل کوان (انگلیسی: Samuel Cowan؛ زادهٔ ۹ اکتبر ۱۹۴۱) فرد نظامی اهل بریتانیا است. وی همچنین برندهٔ جوایزی همچون نشان حمام و نشان امپراتوری بریتانیا شده‌است.